# Példátlan példaképek
A Példátlan példaképek (eredeti cím: Role Models) 2008-ban bemutatott amerikai filmvígjáték, melynek rendezője David Wain, forgatókönyvírója Wain, Timothy Dowling, Paul Rudd és Ken Marino. A főszerepet Seann William Scott, Paul Rudd, Christopher Mintz-Plasse, Bobb'e J. Thompson, Jane Lynch és Elizabeth Banks alakítja.
A filmet az Amerikai Egyesült Államokban 2008. november 7-én mutatták be, Magyarországon DVD-n jelent meg szinkronizálva. Általánosságban pozitív értékeléseket kapott a kritikusoktól.

## Rövid történet
Energiaitalok képviselői jelentkeznek egy Big Brother tévéprogramba.

## Cselekmény
Wheeler és Danny a Minotaur nevű energiaital két képviselője, akik kedvetlenül végzik munkájukat, miközben próbálják eladni az italt az iskolákban. Wheeler napról napra él, mindenféle érési szándék nélkül; Danny viszont egyáltalán nem elégedett a karrierjével, és mindig kevés életkedvet mutat, hajlamos a komolyságra. Emiatt Dannyt, miután sokáig próbálta ösztönözni, elhagyja a barátnője (akit feleségül akart venni), és a sokadik gyűlés végén, amelyet egy iskolában tartanak, balul sült el a bemutató, és Danny dühösen nekitámad két embernek, akik felelősek különc autójuk eltávolításáért, mivel a Minotaurusz teherautójukkal tilosban parkoltak, és egy vontatón találják. Danny kiszabadítja a teherautót a vontatóból, ezzel megrongálja a vontatót, és majdnem elüt egy biztonsági őrt, majd egy szobornak ütközik. Letartóztatják Dannyt és Wheelert, akiket testi sértéssel és rendbontással vádolnak.
Kénytelenek választani, hogy vagy egy hónapot börtönben töltenek és ezzel elveszítik a munkájukat, vagy 150 órát töltenek egy hátrányos helyzetű gyerekekkel foglalkozó központban végzett munkával. Miután Wheeler javaslatára a második lehetőséget választják (Wheeler figyelmezteti Dannyt, hogy a börtönben meg fogják erőszakolni), Wheeler Ronnie-t kapja, egy férfias és közönséges, zsarnoki modorra hajlamos gyereket, míg Danny egy Augie nevű kamaszt, aki nehezen kapcsolódik másokhoz, és csak egy dolog jár a fejében: egy élő középkori szerepjáték. A saját „gyermekeikkel” való kapcsolatuk rosszul indul, de mindketten felfedezik, hogy sok közös vonásuk és érdeklődési körük van a rájuk bízott gyerekekkel, és olyan utat járnak be, amely érleli és megváltoztatja őket.
Lenyűgözve attól, ahogy Wheeler és Danny gondoskodott a gyerekekről, tisztázzák a nevüket a bírónál. Danny szerenádot ad Bethnek a „Beth” című Kiss-dal előadásával, és kibékülnek.

## Szereplők

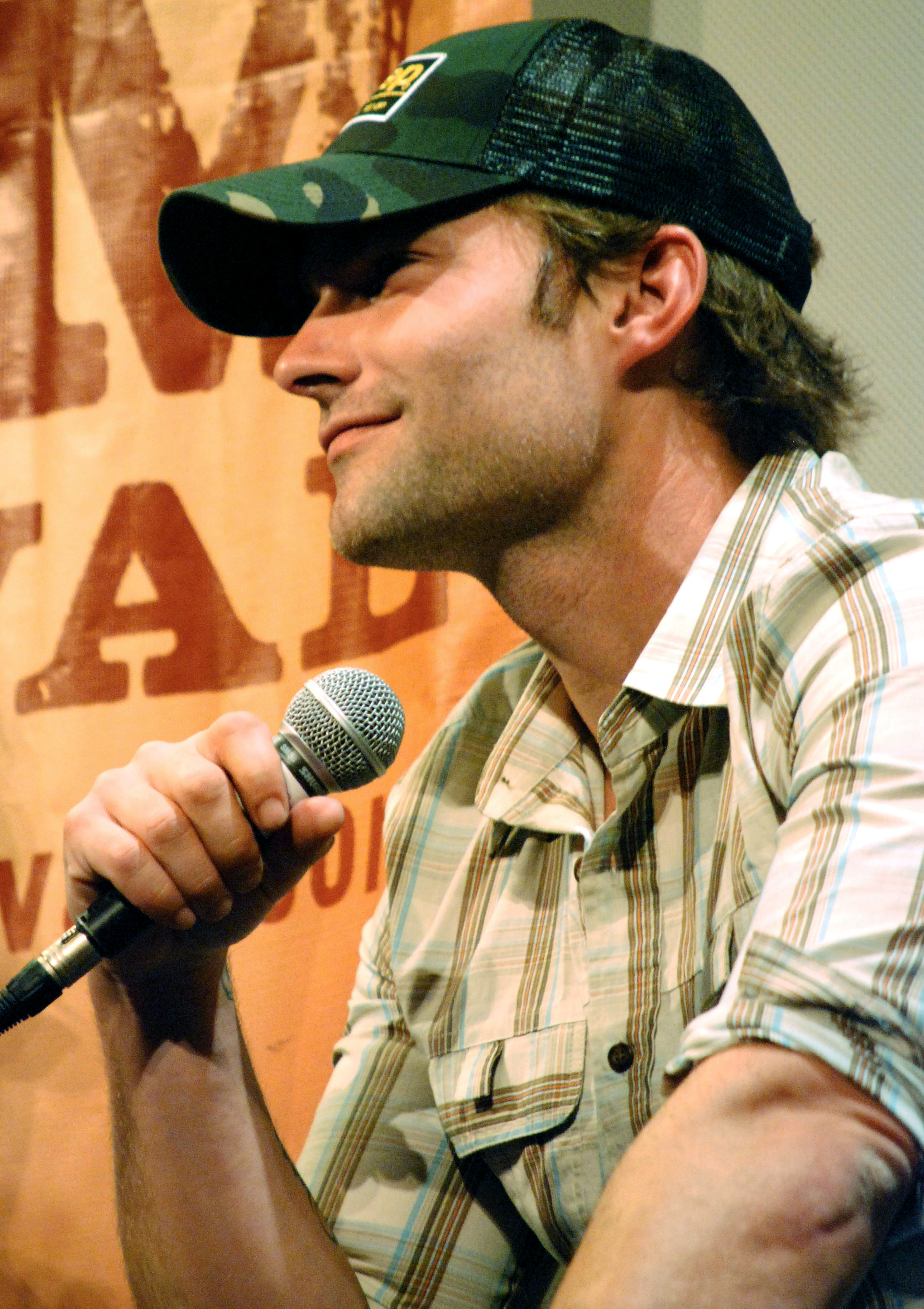
Seann William Scott 2008 októberében az Austin Filmfesztivál promócióján

| Szerep                | Színész                  | Magyar hang      |
| --------------------- | ------------------------ | ---------------- |
| Wheeler               | Seann William Scott      | Gáspár András    |
| Danny                 | Paul Rudd                | Széles Tamás     |
| Augie                 | Christopher Mintz-Plasse | Pálmai Szabolcs  |
| Ronnie                | Bobb'e J. Thompson       | Morvay Bence     |
| Beth                  | Elizabeth Banks          | Csondor Kata     |
| Gayle                 | Jane Lynch               | Spilák Klára     |
| Argotron király       | Ken Jeong                | Szokol Péter     |
| Jim                   | Ken Marino               | Zámbori Soma     |
| Lynette               | Kerri Kenney-Silver      | Ősi Ildikó       |
| Karen                 | Nicole Randall Johnson   | Csampisz Ildikó  |
| Martin Gary           | A.D. Miles               | Markovics Tamás  |
| Kuzzik                | Joe Lo Truglio           | Schneider Zoltán |
| Artonius              | Vincent Martella         | Baradlay Viktor  |
| Davith of Glencracken | Matt Walsh               | Holl Nándor      |
| Sarah/Esplen királynő | Allie Stamler            | Tamási Nikolett  |
| Linda, a tanárnő      | Jessica Morris           | Sági Tímea       |
| Connie                | Carly Craig              | Mezei Kitty      |
| Duane                 | Keegan-Michael Key       |                  |
| Iskolai összekötő     | Louis C.K.               |                  |

## Megjelenés

### Bevétel
A Példátlan példaképek a jegypénztáraknál a 2. helyen nyitott a Madagaszkár 2. mögött, 19,2 millió dollárral. A film összesen 67.300.955 dollárt keresett belföldön, 25.201.210 dollárt pedig külföldi országokban, összesen világszerte 92.502.165 dollárt termelt.

### Médiakiadás
A film DVD-n 2009. március 10-én jelent meg, az első héten 1.028.207 darabot adtak el, amely 17.469.237 dolláros bevételt termelt. 2011. augusztus 10-én, DVD-n 2.555.713 példányt adtak el, ez több mint 40 millió dolláros bevételt hozott.

## Fordítás
- Ez a szócikk részben vagy egészben  a   Role Models című olasz Wikipédia-szócikk fordításán alapul.  Az eredeti cikk szerkesztőit annak laptörténete sorolja fel. Ez a jelzés csupán a megfogalmazás eredetét és a szerzői jogokat jelzi, nem szolgál a cikkben szereplő információk forrásmegjelöléseként.